# Alfabeto guarani
O Alfabeto guarani (achegety) é usado para escrever a Língua guarani do dicionário, falada principalmente no Paraguai, Brasil, Bolívia e Argentina; e nos países vizinhos. É composto por 33 letras, fornecidas aqui em ordem de intercalação:
| Maiúsculas (também chamado de letras maiúsculas ou maiúsculas) |   |    |   |   |   |   |   |   |   |   |   |   |   |    |   |    |    |    |   |   |   |   |   |    |   |   |   |   |   |   |   |   |
| A                                                              | Ã | CH | E | Ẽ | G | G̃ | H | I | Ĩ | J | K | L | M | MB | N | ND | NG | NT | Ñ | O | Õ | P | R | RR | S | T | U | Ũ | V | Y | Ỹ | ' |
| Minúsculo (também chamado de letras minúsculas ou minúsculo)   |   |    |   |   |   |   |   |   |   |   |   |   |   |    |   |    |    |    |   |   |   |   |   |    |   |   |   |   |   |   |   |   |
| a                                                              | ã | ch | e | ẽ | g | g̃ | h | i | ĩ | j | k | l | m | mb | n | nd | ng | nt | ñ | o | õ | p | r | rr | s | t | u | ũ | v | y | ỹ | ' |

Seus respectivos nomes são:
a, ã, che, e, ẽ, ge, g̃e, he, i, ĩ, je, ke, le, me, mbe, ne, nde, nge, nte, ñe, o, õ, pe, re, rre, se, te, u, ũ, ve, y, ỹ, ‘ (puso).

## Descrição
As seis letras A, E, I, O, U, Y denotam sons de vogal,  o mesmo que em espanhol, exceto que Y é uma vogal central alta, [ɨ]. As variantes das vogais com um til são nasalizadas.(Os livros mais antigos usavam trema ou circunflexo para marcar a nasalização). O apóstrofo ⟨ʼ⟩ (puso) representa uma oclusiva glotal [ʔ]: livros antigos escreveram com ⟨h⟩. Todas as outras letras (incluindo Ñ, G̃ e os dígitos) são consoantes, pronunciadas em maior parte como em espanhol.
As letras latinas B, C, D são usadas apenas como partes de dígrafos, enquanto F, Q, W, X, Z não são usadas. (Os livros mais antigos escreveram ⟨ke⟩ e ⟨ki⟩ modernos como ⟨que⟩ e ⟨qui⟩, respectivamente). A letra L e o dígrafo ⟨rr⟩ são usados apenas em palavras adotadas em espanhol, palavras influenciadas pela fonologia espanhola ou não, onomatopeias verbais. O dígrafo espanhol não é usado em guarani.
Apesar da ortografia, o dígrafo ⟨ch⟩ não é o som de afronta em espanhol [tʃ] (inglês "ch" como em "teach"), mas um fricativo [ʃ] (inglês "sh" como em ship, francês "ch" como em chapeau). Ocasionalmente, ⟨x⟩ é escrito para esse som, seguindo o uso do português e do espanhol medieval.
"G" é o velar sonoro espirrante [ɣ], como no espanhol haga; não é uma oclusiva ([ɡ]) como em inglês gate.
"V" é a fricativa labiodental em inglês e francês [v], como em Victor, não o bilabial espanhol. Também é pronunciado como o aproximante labiodental [ʋ], que é como [w] como o lábio inferior tocando os dentes superiores.
"H" [h] e "J" [dʒ] são utilizados com os seus valores de inglês, como em hand e jelly; livros mais antigos escreviam esses sons com ⟨jh⟩ e ⟨y⟩, respectivamente. Para alguns palestrantes [h] varia livremente com o espanhol [x], como o "J" em José.
As versões em til de E, I, U, Y e G não estão disponíveis nas fontes ISO Latin-1, mas podem ser representadas em Unicode (exceto que o "G" com til não está disponível como uma unica letra pré-composta e deve codificado como um "G" simples mais um til combinado). Em ambientes digitais em que esses glifos não estão disponíveis, o til geralmente é fixado no caractere base ("E~", "I~", "U~", "Y~", "G~") ou em um circunflexo em vez disso ("Ê", "Î", "Û", "Ŷ", "Ĝ").
O Acento agudo "´" é usado para indicar o estresse (muanduhe), como em áva [ˈava]("cabelo") e tái [ˈtai] ("apimentado"). Quando omitido, o estresse recai sobre uma vogal nasalizada ou, se não houver, na ultima silaba, como em syva [Sɨˈva] ("testa") e tata [taˈta] ("fogo").

## História
Até a Colonização espanhola das Américas no século XV, o povo guarani não possuía um sistema de escrita. Os primeiros textos escritos em guarani foram produzidos por missionários jesuítas, usando a escrita latina. O Antonio Ruiz de Montoya documentou o idioma em suas Tesoro da lengua guarani (dicionário guarani-espanhol, impresso em 1963) e Arte e bocabvlario da lengua garani (compêndio e dicionário gramátical, impresso em 1722), entre outros.
O alfabeto e a ortografia usados nesses primeiros livros eram um tanto inconsistentes e substancialmente diferentes dos modernos. Em 1867, Marechal Francisco Solano López, presidente do Paraguai, convocou um Conselho de Roteiros para regular a redação, mas o esforço não teve êxito.
A ortografia foi finalmente padronizada em sua forma atual em 1950, no Congresso de Idiomas Guarani, em Montevidéu, por iniciativa de Reinaldo Decoud Larrosa. Os padrões foram influenciados pela notação do alfabeto fonético internacional e agora são usados universalmente no Paraguai.
No entanto, ainda existe alguma discordância entre os alfabetizados quanto aos detalhes do padrão. Alguns acham que o dígrafo ⟨ch⟩ deve ser alterado para ⟨x⟩ (como em Português, Galego e Espanhol medieval), e que ⟨g̃⟩ deve ser substituído por ⟨g⟩ simples, com o til sendo colocado em uma das vogais adjacentes.
O nome guarani para o alfabeto, achegety, é um Neologismo formado por a-che-ge (os nomes das três primeiras letras) e ty que significa "agrupamento", "conjunto".

## Topônimos e nomes próprios
Existem muitos topônimos e alguns nomes próprios derivados do Guarani na Argentina, Uruguai, Paraguai e Brasil. Geralmente, eles são escritos com os sistemas em espanhol e português, e sua pronúncia tem mudado consideravelmente ao longo dos séculos, a ponto de não serem mais compreendidos pelos falantes de guarani modernos.